# Divock Origi
Divock Okoth Origi (Ostenda, 18 aprile 1995) è un calciatore belga, attaccante del Milan Futuro.

## Biografia
È figlio di Mike Origi, ex calciatore keniota che ha giocato a livello professionistico in Belgio.

## Caratteristiche tecniche
Centravanti dotato di ottima velocità, nonostante il fisico possente e l'altezza, viene spesso utilizzato come attaccante esterno sulla fascia sinistra.
Pur non essendo un attaccante particolarmente prolifico, le sue marcature si sono molto spesso rivelate importanti, come la doppietta contro il Barcellona nella semifinale della Champions League 2018-2019 e il gol contro il Tottenham a siglare il successo dei reds nella seguente finale di Madrid.

## Carriera

### Club

#### Lille

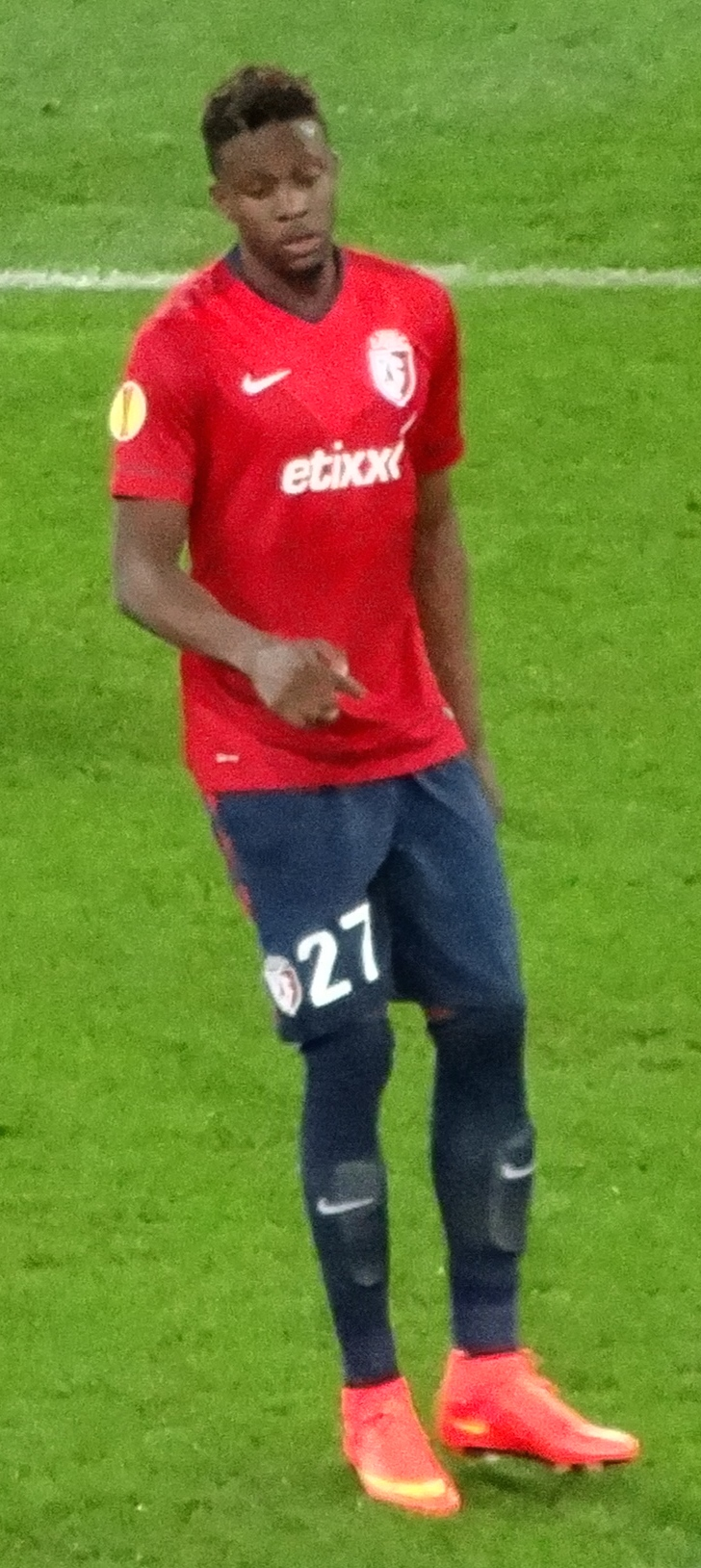
Origi con il Lilla nel 2014

Il 2 febbraio 2013 viene convocato per la prima volta con la prima squadra del Lilla in occasione della partita contro il Troyes, conclusasi 1-1. Entra a partita in corso al 68' e al 74' segna il gol dell'1-1 finale, diventando il terzo marcatore più giovane del club dietro a Eden Hazard e Kevin Mirallas, curiosamente belgi anch'essi. Chiude la stagione con la prima squadra con 10 presenze (nessuna da titolare) e un gol fatto.
Nel primo incontro della stagione 2013-2014 gioca la prima partita da titolare e segna il gol dell'1-0 su assist di Marvin Martin nella gara casalinga contro il Lorient vinta dai suoi proprio grazie al suo gol. Il 21 gennaio 2014 segna il primo gol nella Coppa di Francia, il secondo stagionale, nella partita vinta in trasferta per 3-0 contro il Croix.
Il 29 luglio 2014 viene acquistato dal Liverpool, dove firma un contratto di 5 anni, ma il tecnico dei Reds Brendan Rodgers preferisce lasciarlo per una stagione ancora a Lille per farsi le ossa. La prima presenza nella stagione 2014-2015 la trova il 9 agosto 2014 nella gara pareggiata 0-0 in casa contro il Metz, il primo gol stagionale lo trova la giornata successiva sul campo del Caen (0-1), dove mette a segno su rigore la rete della vittoria. Il 2 ottobre 2014 segna il suo primo gol in UEFA Europa League, sempre su rigore, nella partita pareggiata 1-1 in casa del Wolfsburg.

#### Liverpool
A fine stagione approda in Inghilterra al Liverpool che lo aveva già acquistato l'estate passata. All'inizio del mese di luglio viene inserito all'interno dei 30 uomini convocati per il pre-campionato in Asia, dove tra l'altro metterà a segno la sua prima rete con indosso la maglia dei Reds, precisamente in un'amichevole vinta per 4-0 contro le Thai All-Stars. La prima presenza la trova il 12 settembre 2015 nella partita persa 3-1 in casa del Manchester United. Il 2 dicembre 2015 trova i primi gol con la maglia dei Reds nella partita vinta 6-1 contro il Southampton, dove segna la sua prima tripletta in carriera. Il 12 dicembre successivo, segna il primo gol in Premier League nella partita pareggiata in casa 2-2 contro il West Bromwich Albion. I primi gol in Europa con la maglia inglese li segna entrambi nei quarti di finale di Europa League contro il Borussia Dortmund nella gara d'andata finita 1-1 e nella rocambolesca partita di ritorno finita 4-3 per i suoi. Il 20 aprile 2016 segna per la prima volta nel derby di Liverpool contro l'Everton, vinto 4-0 dai Reds.

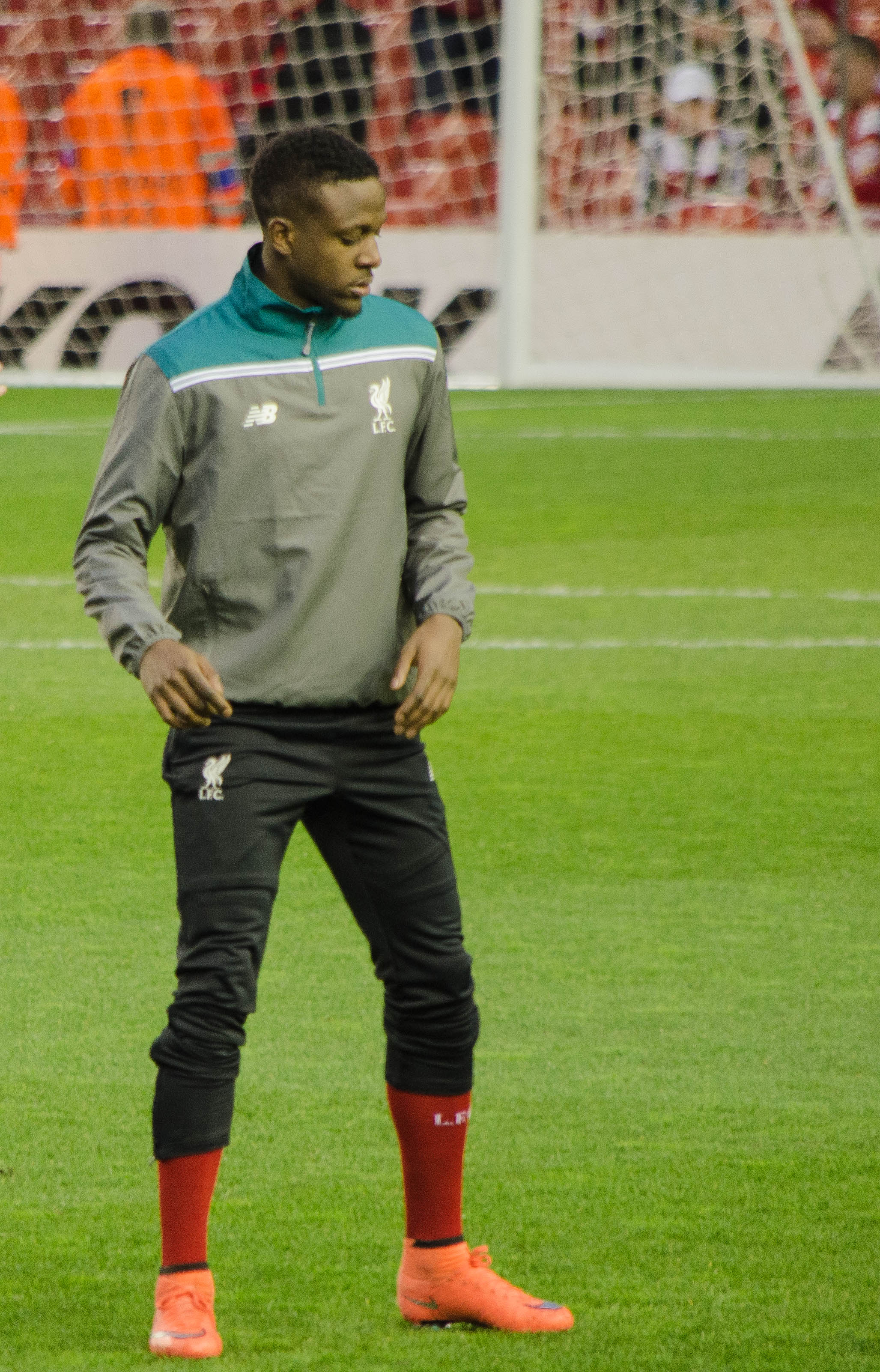
Origi con il Liverpool nel 2016

Nella stagione successiva trova la prima presenza nella vittoria per 4-3 sul campo dell'Arsenal in occasione del big match della prima giornata di Premier League. Il 23 agosto trova il primo gol stagionale nella partita di Football League Cup vinta 5-0 contro il Burton Albion. La prima rete in campionato la trova nella partita vinta 2-0 contro il Sunderland. Successivamente si ripete in altre tre occasioni consecutive: nella partita persa 4-3 sul campo del Bournemouth, nel pareggio casalingo contro il West Ham per 2-2 e nella trasferta vinta 3-0 contro il Middlesbrough. Il 28 gennaio 2017 trova il primo gol in FA Cup nella partita persa 2-1 in casa contro il Wolverhampton. Il 14 maggio mette a segno il definitivo 4-0 ai danni del West Ham, assicurando così la qualificazione in Champions League della propria squadra.

#### Wolfsburg
Il 31 agosto 2017, dopo aver giocato solamente per l'ultimo quarto d'ora della prima giornata di Premier League, viene ceduto in prestito annuale secco oneroso ai tedeschi del Wolfsburg per 3 milioni di euro. Fa il suo esordio in Bundesliga il 9 settembre seguente, nella gara contro l'Hannover. Il 19 settembre 2017 segna il suo primo gol in Bundesliga con la maglia del Wolfsburg ai danni del Werder Brema. Sempre contro l'Hannover, il belga esordisce anche in DFB-Pokal il 25 ottobre seguente. Con il club tedesco, rispetto a quanto accaduto nel corso delle due precedenti stagioni in Inghilterra, Origi trova più frequentemente spazio in prima squadra, partendo quasi sempre titolare.

#### Ritorno al Liverpool
Finita la stagione al Wolfsburg, ritorna in Inghilterra, dove rischia più volte di essere ceduto di nuovo in prestito sia nella sessione estiva che in quella invernale. Decide, tuttavia, di rimanere come riserva con poche possibilità di giocare, essendo la terza scelta di Jürgen Klopp, dopo Firmino e Sturridge. Riesce a segnare, con un colpo di testa, sfruttando un errore del portiere Jordan Pickford, il gol del definitivo 1-0 contro l'Everton all'ultimo minuto di gioco del derby del Merseyside del 2 dicembre 2018. Nelle ultime partite, nel finale di stagione, si rivela decisivo, con i gol al Newcastle (utile per continuare a sperare nel titolo inglese) e la doppietta al Barcellona, nella serata che sancisce la vittoria in rimonta per 4-0 che vale la qualificazione dei Reds alla finale della UEFA Champions League (in questa occasione diventa il cinquantesimo marcatore del Liverpool nella competizione).
Il 1º giugno 2019 si laurea campione d'Europa, aggiudicandosi la UEFA Champions League grazie alla vittoria 2-0 ottenuta nella finale contro il Tottenham, partita nella quale Origi mette a segno il gol del definitivo 2-0 (su assist di Joel Matip): si tratta del secondo calciatore belga a segnare in una finale di Champions, dopo Yannick Carrasco nel 2016 contro il Real Madrid. Nelle successive due stagioni non riesce a incidere in quanto scende in campo sporadicamente.
Il 9 giugno 2022 il club conferma che il calciatore lascerà la squadra alla scadenza del contratto, il successivo 30 giugno.

#### Milan

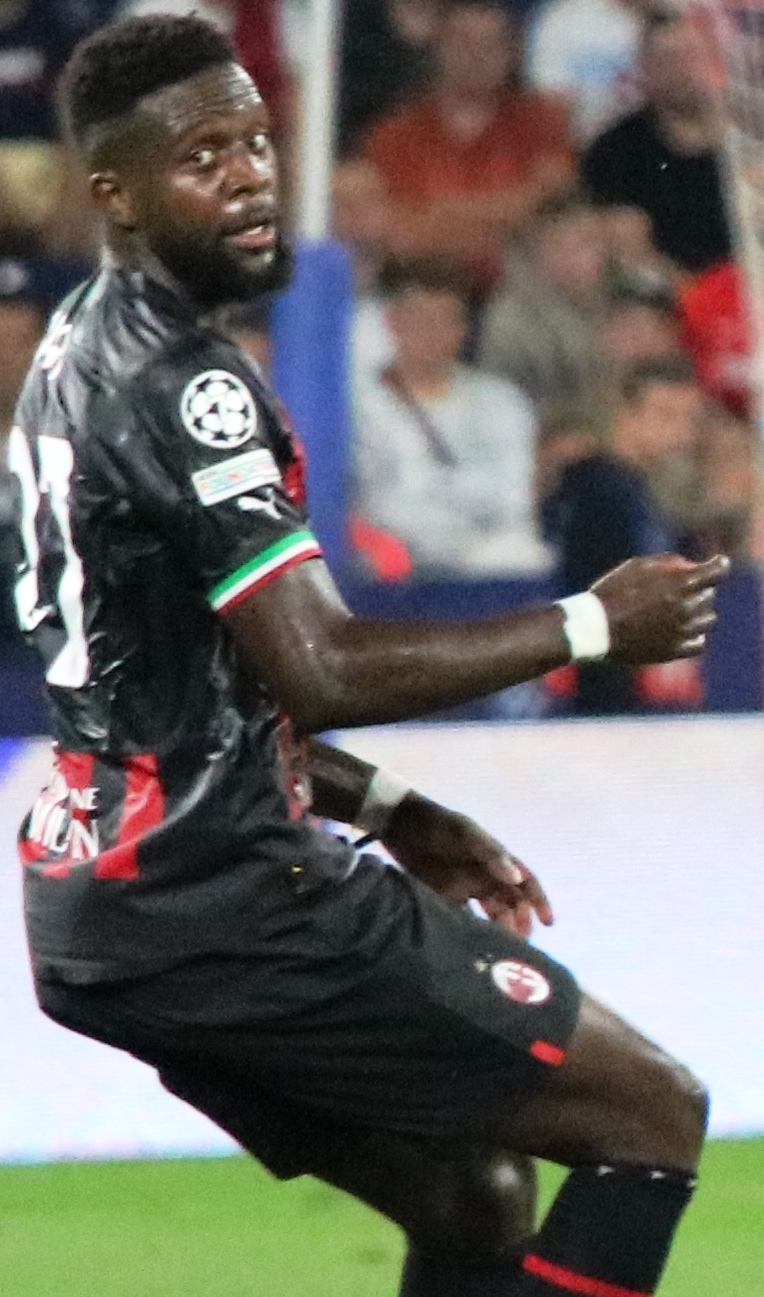
Origi con la maglia del Milan nella partita di andata contro il Salisburgo nel girone di UEFA Champions League 2022-2023

Il 5 luglio 2022 viene ingaggiato a parametro zero dal Milan firmando un contratto quadriennale. Fa il suo esordio il successivo 13 agosto, subentrando a Rafael Leão nel secondo tempo della vittoriosa partita per 4-2 contro l'Udinese e diventando il millesimo giocatore della storia a vestire la maglia del Milan. Il suo primo gol lo segna invece il 22 ottobre, nella gara vinta per 4-1 contro il Monza. I frequenti problemi fisici lo relegano a riserva del più esperto Olivier Giroud; torna al gol il 29 gennaio segnando il secondo gol nella sfida persa per 5-2 contro il Sassuolo. Termina la stagione con appena 2 reti deludendo le aspettative.

#### Prestito al Nottingham Forest
Il 2 settembre 2023 viene ufficializzato il passaggio in prestito al Nottingham Forest. Debutta con i Reds il 18 settembre seguente, in un incontro casalingo pareggiato 1-1 contro il Burnley. Durante la prima parte di stagione il giocatore si ritroverà molto spesso a scendere in campo a gara in corso e spesso anche nei minuti finali. Il 7 febbraio 2024 mette a segno la sua unica rete della sua esperienza al club in una gara contro il Bristol City valida per il quinto turno di FA Cup. Tuttavia, anche nel suo ritorno in terra inglese il giocatore non riuscirà ad alzare il proprio rendimento, totalizzando fino ad allora un minutaggio di 621 minuti. Nel mese di maggio viene annunciato che il giocatore non sarebbe stato riscattato dalla compagine di Nottingham e che a partire dal 30 giugno sarebbe ritornato al Milan.

#### Ritorno al Milan
L'8 luglio 2024, durante la conferenza stampa di presentazione di Paulo Fonseca come allenatore del Milan, Zlatan Ibrahimović annuncia che il giocatore sarebbe stato relegato alla formazione Under-23, militante in Serie C, assieme al compagno Fodé Ballo-Touré in attesa di un'eventuale cessione. Non è stato ceduto ed è rimasto ai margini della rosa del Milan.

### Nazionale
Dopo aver compiuto la trafila nelle selezioni giovanili del Belgio, dall'Under-15 all'Under-21 (si segnalano le sue 10 reti in 19 presenze con l'Under-19), ha esordito con la nazionale belga nell'amichevole Belgio-Lussemburgo (5-1) disputata il 26 maggio 2014. Convocato a sorpresa per il campionato del mondo del 2014 in sostituzione dell'infortunato Benteke, mette a segno la sua prima rete con la maglia dei diavoli rossi il 22 giugno 2014, nella vittoria per 1-0 contro la Russia, diventando il marcatore più giovane della storia della nazionale belga in una Coppa del mondo e il nono marcatore più giovane dai tempi in cui esiste la competizione, all'età di 19 anni, 2 mesi e 4 giorni. Ha partecipato anche al campionato europeo del 2016 in Francia.

## Statistiche

### Presenze e reti nei club
Statistiche aggiornate al 20 maggio 2024.
| Stagione         | Squadra           | Campionato       | Campionato | Campionato | Coppe nazionali | Coppe nazionali | Coppe nazionali | Coppe continentali | Coppe continentali | Coppe continentali | Altre coppe | Altre coppe | Altre coppe | Totale | Totale |
| Stagione         | Squadra           | Comp             | Pres       | Reti       | Comp            | Pres            | Reti            | Comp               | Pres               | Reti               | Comp        | Pres        | Reti        | Pres   | Reti   |
| ---------------- | ----------------- | ---------------- | ---------- | ---------- | --------------- | --------------- | --------------- | ------------------ | ------------------ | ------------------ | ----------- | ----------- | ----------- | ------ | ------ |
| 2012-2013        | Lilla 2           | CFA              | 11         | 2          | -               | -               | -               | -                  | -                  | -                  | -           | -           | -           | 11     | 2      |
| 2012-2013        | Lilla             | L1               | 10         | 1          | CF+CdL          | -               | -               | UCL                | -                  | -                  | -           | -           | -           | 10     | 1      |
| 2013-2014        | Lilla             | L1               | 30         | 5          | CF+CdL          | 4+1             | 1+0             | -                  | -                  | -                  | -           | -           | -           | 35     | 6      |
| 2014-2015        | Lilla             | L1               | 33         | 8          | CF+CdL          | 1+2             | 0               | UCL+UEL            | 3+5                | 0+1                | -           | -           | -           | 44     | 9      |
| Totale Lille     | Totale Lille      | Totale Lille     | 73         | 14         |                 | 8               | 1               |                    | 8                  | 1                  |             | -           | -           | 89     | 16     |
| 2015-2016        | Liverpool         | PL               | 16         | 5          | FACup+CdL       | 1+4             | 0+3             | UEL                | 12                 | 2                  | -           | -           | -           | 33     | 10     |
| 2016-2017        | Liverpool         | PL               | 34         | 7          | FACup+CdL       | 3+6             | 1+3             | -                  | -                  | -                  | -           | -           | -           | 43     | 11     |
| ago. 2017        | Liverpool         | PL               | 1          | 0          | FACup+CdL       | 0               | 0               | UCL                | -                  | -                  | -           | -           | -           | 1      | 0      |
| ago. 2017-2018   | Wolfsburg         | BL               | 31+2       | 6+1        | CG              | 3               | 0               | -                  | -                  | -                  | -           | -           | -           | 36     | 7      |
| 2018-2019        | Liverpool         | PL               | 12         | 3          | FACup+CdL       | 1+0             | 1               | UCL                | 8                  | 3                  | -           | -           | -           | 21     | 7      |
| 2019-2020        | Liverpool         | PL               | 28         | 4          | FACup+CdL       | 3+1             | 0+2             | UCL                | 6                  | 0                  | CS+SU+Cmc   | 1+1+2       | 0           | 42     | 6      |
| 2020-2021        | Liverpool         | PL               | 9          | 0          | FACup+CdL       | 2+2             | 0+1             | UCL                | 4                  | 0                  | CS          | -           | -           | 17     | 1      |
| 2021-2022        | Liverpool         | PL               | 7          | 3          | FACup+CdL       | 1+3             | 0+2             | UCL                | 7                  | 1                  | -           | -           | -           | 18     | 6      |
| Totale Liverpool | Totale Liverpool  | Totale Liverpool | 107        | 22         |                 | 27              | 13              |                    | 37                 | 6                  |             | 4           | 0           | 175    | 41     |
| 2022-2023        | Milan             | A                | 27         | 2          | CI              | 0               | 0               | UCL                | 8                  | 0                  | SI          | 1           | 0           | 36     | 2      |
| 2023-2024        | Nottingham Forest | PL               | 20         | 0          | FACup+CdL       | 2+0             | 1+0             | -                  | -                  | -                  | -           | -           | -           | 22     | 1      |
| 2024-2025        | Milan Futuro      | C                | -          | -          | CI-C            | -               | -               | -                  | -                  | -                  | -           | -           | -           | 0      | 0      |
| Totale carriera  | Totale carriera   | Totale carriera  | 269        | 47         |                 | 40              | 15              |                    | 51                 | 7                  |             | 5           | 0           | 363    | 69     |

### Cronologia presenze e reti in nazionale
| Cronologia completa delle presenze e delle reti in nazionale ― Belgio | Cronologia completa delle presenze e delle reti in nazionale ― Belgio | Cronologia completa delle presenze e delle reti in nazionale ― Belgio | Cronologia completa delle presenze e delle reti in nazionale ― Belgio | Cronologia completa delle presenze e delle reti in nazionale ― Belgio | Cronologia completa delle presenze e delle reti in nazionale ― Belgio | Cronologia completa delle presenze e delle reti in nazionale ― Belgio | Cronologia completa delle presenze e delle reti in nazionale ― Belgio |
| Data                                                                  | Città                                                                 | In casa                                                               | Risultato                                                             | Ospiti                                                                | Competizione                                                          | Reti                                                                  | Note                                                                  |
| --------------------------------------------------------------------- | --------------------------------------------------------------------- | --------------------------------------------------------------------- | --------------------------------------------------------------------- | --------------------------------------------------------------------- | --------------------------------------------------------------------- | --------------------------------------------------------------------- | --------------------------------------------------------------------- |
| 26-5-2014                                                             | Genk                                                                  | Belgio                                                                | 5 – 1                                                                 | Lussemburgo                                                           | Amichevole                                                            | -                                                                     | 61’                                                                   |
| 1-6-2014                                                              | Solna                                                                 | Svezia                                                                | 0 – 2                                                                 | Belgio                                                                | Amichevole                                                            | -                                                                     | 74’                                                                   |
| 7-6-2014                                                              | Bruxelles                                                             | Belgio                                                                | 1 – 0                                                                 | Tunisia                                                               | Amichevole                                                            | -                                                                     | 62’                                                                   |
| 17-6-2014                                                             | Belo Horizonte                                                        | Belgio                                                                | 2 – 1                                                                 | Algeria                                                               | Mondiali 2014 - 1º turno                                              | -                                                                     | 58’                                                                   |
| 22-6-2014                                                             | Rio de Janeiro                                                        | Belgio                                                                | 1 – 0                                                                 | Russia                                                                | Mondiali 2014 - 1º turno                                              | 1                                                                     | 57’                                                                   |
| 26-6-2014                                                             | San Paolo                                                             | Corea del Sud                                                         | 0 – 1                                                                 | Belgio                                                                | Mondiali 2014 - 1º turno                                              | -                                                                     | 60’                                                                   |
| 1-7-2014                                                              | Salvador                                                              | Belgio                                                                | 2 – 1 dts                                                             | Stati Uniti                                                           | Mondiali 2014 - Ottavi di finale                                      | -                                                                     | 90+1’                                                                 |
| 5-7-2014                                                              | Brasilia                                                              | Argentina                                                             | 1 – 0                                                                 | Belgio                                                                | Mondiali 2014 - Quarti di finale                                      | -                                                                     | 60’                                                                   |
| 4-9-2014                                                              | Liegi                                                                 | Belgio                                                                | 2 – 0                                                                 | Australia                                                             | Amichevole                                                            | -                                                                     | 81’                                                                   |
| 10-10-2014                                                            | Bruxelles                                                             | Belgio                                                                | 6 – 0                                                                 | Andorra                                                               | Qual. Euro 2016                                                       | 1                                                                     | 66’                                                                   |
| 13-10-2014                                                            | Zenica                                                                | Bosnia ed Erzegovina                                                  | 1 – 1                                                                 | Belgio                                                                | Qual. Euro 2016                                                       | -                                                                     |                                                                       |
| 12-11-2014                                                            | Bruxelles                                                             | Belgio                                                                | 3 – 1                                                                 | Islanda                                                               | Amichevole                                                            | 1                                                                     | 46’                                                                   |
| 16-11-2014                                                            | Bruxelles                                                             | Belgio                                                                | 0 – 0                                                                 | Galles                                                                | Qual. Euro 2016                                                       | -                                                                     | 73’                                                                   |
| 31-3-2015                                                             | Gerusalemme                                                           | Israele                                                               | 0 – 1                                                                 | Belgio                                                                | Qual. Euro 2016                                                       | -                                                                     | 86’                                                                   |
| 3-9-2015                                                              | Bruxelles                                                             | Belgio                                                                | 3 – 1                                                                 | Bosnia ed Erzegovina                                                  | Qual. Euro 2016                                                       | -                                                                     | 82’                                                                   |
| 6-9-2015                                                              | Nicosia                                                               | Cipro                                                                 | 0 – 1                                                                 | Belgio                                                                | Qual. Euro 2016                                                       | -                                                                     | 46’                                                                   |
| 13-10-2015                                                            | Bruxelles                                                             | Belgio                                                                | 3 – 1                                                                 | Israele                                                               | Qual. Euro 2016                                                       | -                                                                     | 66’                                                                   |
| 28-5-2016                                                             | Ginevra                                                               | Svizzera                                                              | 1 – 2                                                                 | Belgio                                                                | Amichevole                                                            | -                                                                     | 67’                                                                   |
| 1-6-2016                                                              | Bruxelles                                                             | Belgio                                                                | 1 – 1                                                                 | Finlandia                                                             | Amichevole                                                            | -                                                                     | 57’                                                                   |
| 5-6-2016                                                              | Bruxelles                                                             | Belgio                                                                | 3 – 2                                                                 | Norvegia                                                              | Amichevole                                                            | -                                                                     | 80’                                                                   |
| 13-6-2016                                                             | Lione                                                                 | Belgio                                                                | 0 – 2                                                                 | Italia                                                                | Euro 2016 - 1º turno                                                  | -                                                                     | 73’                                                                   |
| 22-6-2016                                                             | Nizza                                                                 | Svezia                                                                | 0 – 1                                                                 | Belgio                                                                | Euro 2016 - 1º turno                                                  | -                                                                     | 90+3’                                                                 |
| 1-9-2016                                                              | Bruxelles                                                             | Belgio                                                                | 0 – 2                                                                 | Spagna                                                                | Amichevole                                                            | -                                                                     | 67’                                                                   |
| 10-11-2017                                                            | Bruxelles                                                             | Belgio                                                                | 3 – 3                                                                 | Messico                                                               | Amichevole                                                            | -                                                                     | 88’                                                                   |
| 14-11-2017                                                            | Bruges                                                                | Belgio                                                                | 1 – 0                                                                 | Giappone                                                              | Amichevole                                                            | -                                                                     | 74’                                                                   |
| 18-11-2018                                                            | Lucerna                                                               | Svizzera                                                              | 5 – 2                                                                 | Belgio                                                                | UEFA Nations League 2018-2019 - 1º turno                              | -                                                                     | 90’                                                                   |
| 6-9-2019                                                              | Serravalle                                                            | San Marino                                                            | 0 – 4                                                                 | Belgio                                                                | Qual. Euro 2020                                                       | -                                                                     | 55’                                                                   |
| 19-11-2019                                                            | Bruxelles                                                             | Belgio                                                                | 6 – 1                                                                 | Cipro                                                                 | Qual. Euro 2020                                                       | -                                                                     | 79’                                                                   |
| 8-10-2020                                                             | Bruxelles                                                             | Belgio                                                                | 1 – 1                                                                 | Costa d'Avorio                                                        | Amichevole                                                            | -                                                                     | 68’                                                                   |
| 13-11-2021                                                            | Bruxelles                                                             | Belgio                                                                | 3 – 1                                                                 | Estonia                                                               | Qual. Mondiali 2022                                                   | -                                                                     | 83’                                                                   |
| 16-11-2021                                                            | Cardiff                                                               | Galles                                                                | 1 – 1                                                                 | Belgio                                                                | Qual. Mondiali 2022                                                   | -                                                                     | 59’                                                                   |
| 29-3-2022                                                             | Bruxelles                                                             | Belgio                                                                | 3 – 0                                                                 | Burkina Faso                                                          | Amichevole                                                            | -                                                                     | 78’                                                                   |
| Totale                                                                |                                                                       | Presenze                                                              | 32                                                                    |                                                                       | Reti                                                                  | 3                                                                     |                                                                       |

| Cronologia completa delle presenze e delle reti in nazionale ― Belgio under 21 | Cronologia completa delle presenze e delle reti in nazionale ― Belgio under 21 | Cronologia completa delle presenze e delle reti in nazionale ― Belgio under 21 | Cronologia completa delle presenze e delle reti in nazionale ― Belgio under 21 | Cronologia completa delle presenze e delle reti in nazionale ― Belgio under 21 | Cronologia completa delle presenze e delle reti in nazionale ― Belgio under 21 | Cronologia completa delle presenze e delle reti in nazionale ― Belgio under 21 | Cronologia completa delle presenze e delle reti in nazionale ― Belgio under 21 |
| Data                                                                           | Città                                                                          | In casa                                                                        | Risultato                                                                      | Ospiti                                                                         | Competizione                                                                   | Reti                                                                           | Note                                                                           |
| ------------------------------------------------------------------------------ | ------------------------------------------------------------------------------ | ------------------------------------------------------------------------------ | ------------------------------------------------------------------------------ | ------------------------------------------------------------------------------ | ------------------------------------------------------------------------------ | ------------------------------------------------------------------------------ | ------------------------------------------------------------------------------ |
| 5-3-2014                                                                       | Louvain                                                                        | Belgio under 21                                                                | 0 – 3                                                                          | Serbia under 21                                                                | Qual. Europeo Under-21 2015                                                    | -                                                                              | 67’                                                                            |
| 12-11-2015                                                                     | Jablonec nad Nisou                                                             | Rep. Ceca under 21                                                             | 1 – 0                                                                          | Belgio under 21                                                                | Qual. Europeo Under-21 2017                                                    | -                                                                              |                                                                                |
| Totale                                                                         |                                                                                | Presenze                                                                       | 2                                                                              |                                                                                | Reti                                                                           | 0                                                                              |                                                                                |

## Palmarès

### Competizioni nazionali
- Campionato inglese: 1

Liverpool: 2019-2020
- Coppa di Lega inglese: 1

Liverpool: 2021-2022
- Coppa d'Inghilterra: 1

Liverpool: 2021-2022

### Competizioni internazionali
- UEFA Champions League: 1

Liverpool: 2018-2019
- Supercoppa UEFA: 1

Liverpool: 2019
- Coppa del mondo per club: 1

Liverpool: 2019